# Córdova (Alaska)
Córdova (en inglés: Cordova) es una ciudad de Estados Unidos, situada en el estado de Alaska. Se encuentra en la desembocadura del río Copper en el lado oeste de la bahía de Prince William. Su población es de 2327 habitantes según las estimaciones del año 2005.
Cordova fue nombrada Puerto Córdova por el explorador español Salvador Fidalgo en 1790.

## Historia
En 1790 en el marco de las expediciones de España en el Pacífico Noroeste, bajo la dirección de Juan Vicente de Güemes, segundo conde de Revillagigedo, entonces virrey de la Nueva España, Salvador Fidalgo fue enviado a San Lorenzo de Nootka donde fundaron el Fuerte de San Miguel de Nutca.
El 5 de mayo de 1790, Fidalgo zarpó con el San Carlos de Nutca rumbo al Prince William Sound y al Cook Inlet, en las costas alaskeñas, y algunas semanas más tarde, ancló frente a la actual Córdova. La expedición no encontró signos de presencia rusa y negoció con nativos de la zona. El 3 de junio desembarcaron en la costa del actual Orca Inlet, y, en una ceremonia solemne, Fidalgo erigió una gran cruz de madera y reafirmó la soberanía española sobre el territorio, bautizándolo "Puerto Córdova", en honor de Luis de Córdova y Córdova, Capitán General de la Armada Española. Fidalgo continuó a lo largo de la costa de Alaska, hasta alcanzar punta Gravina, donde celebró otro acto de reafirmación de la soberanía española. El 15 de junio descubrieron un puerto, al que llamaron Puerto Valdez, en honor de Antonio Valdés, entonces Ministro de la Armada Española.

## Personas destacadas
- Marie Smith Jones (1918-2008).Última superviviente de la lengua Eyak.

- Datos: Q79607
- Multimedia: Cordova, Alaska / Q79607